# Барлетта (футбольный клуб)
«Барлетта» — итальянский футбольный клуб из одноимённого города, выступающий в Серии С1, третьем по силе дивизионе чемпионата Италии. Основан в 1922 году, реорганизован в 1995 году. Домашние матчи проводит на арене «Стадио Козимо Путилли», вмещающем 3 998 зрителей. «Барлетта» никогда в своей истории не поднимался в Серию А, лучшим достижением клуба в Серии Б стало 11-е место в сезоне 1988/89. Всего в Серии Б клуб провёл четыре сезона, последним из которых является сезон 1990/91.